# کوتس-سخابه
کوتس-سخابه (به لهستانی:  Koce-Schaby) یک روستا در لهستان است که در گمینا چیخانوویتس واقع شده‌است.
 کوتس-سخابه  ۱۴۰ نفر جمعیت دارد.